# Iván Zulueta
Juan Ricardo Miguel Zulueta Vergarajauregui, conocido artísticamente como Iván Zulueta (San Sebastián, Guipúzcoa, 29 de septiembre de 1943 - ibídem, 30 de diciembre de 2009), fue un cineasta y diseñador español.
Artista heterodoxo, cultivó distintas áreas desde la decoración hasta la música. Es conocido principalmente por su trabajo como director y guionista de la película Arrebato y como cartelista de las primeras películas de Pedro Almodóvar.

## Biografía

### Infancia e inicios de su carrera
Iván Zulueta nació en San Sebastián el 29 de septiembre de 1943 con el nombre de Juan Ricardo Miguel ("no se le inscribe con el nombre de Iván debido al origen ruso del mismo", como se recoge en la página web de José María Íñigo) en el seno de una familia acomodada de la burguesía. Su padre —Antonio de Zulueta y Besson—, cuya familia había mantenido intereses azucareros en Cuba durante varias generaciones, era abogado de profesión, aunque estaba inmerso en otras actividades, como la de director del Festival Internacional de Cine de San Sebastián. Su madre era pintora, aunque no de manera profesional, lo que llevó a Iván a tener su primer contacto con las artes plásticas.
En su juventud, Iván estudió en el colegio de los Padres Marianistas de San Sebastián. Se trasladó a Madrid en 1960. Se matriculó para los estudios de Decoración en el recién inaugurado Centro Español de Nuevas Profesiones. En las Navidades de 1963, tras finalizar sus estudios de Decoración, surgió la posibilidad de embarcarse en un mercante que le llevó de Bilbao a Nueva York. Debido al visado, se vio obligado a matricularse en alguna escuela para poder permanecer en Estados Unidos. Finalmente, ingresó en la Liga de estudiantes de arte de Nueva York, donde estudió pintura al óleo y dibujo publicitario. Es aquí donde tuvo contacto con el Pop art, la Nouvelle Vague y el New American Cinema (con figuras como Jonas Mekas y John Cassavetes).
En octubre de 1964, Zulueta ingresó en la Escuela Oficial de Cinematografía. Otros estudiantes eran Pilar Miró, Álvaro del Amo, Juan Tébar, Antonio Drove y Jaime Chávarri. Conoció a José Luis Borau, su profesor de guion, que se convirtió en su mentor a lo largo de toda su carrera. Iván Zulueta dirigió dos cortometrajes en 35 mm como prácticas para sus cursos: Ágata (1966), inspirado en El retrato ovalado de Edgar Allan Poe, e Ida y vuelta (1967), basado en un relato de William Jenkins. Este segundo cortometraje no es aprobado por el tribunal y, coincidiendo con los disturbios en la escuela que originan su clausura, Iván deja la EOC sin obtener su carné del sindicato (que durante los años del franquismo era esencial para poder firmar una película de forma oficial).

### Pop Art y psicodelia
En 1968 Pedro Olea produjo un programa televisivo llamado Último grito, presentado por José María Íñigo y Judy Stephen. Decide que sea Iván el que lo dirija debido a sus gustos musicales. El programa consistía en un "magazine", mezcla de sketches, video-clips, gags y psicodelia. Estuvo año y medio en antena y en él participaron distintos grupos musicales y estudiantes de la EOC; este esquema y "modus operandi" permitirán a Iván embarcarse en su primer largometraje.
En 1969 se rueda Un, dos, tres, al escondite inglés, una parodia del festival de Eurovisión al estilo de Richard Lester. La película fue producida por la recién formada productora de José Luis Borau, El Imán. La producción estuvo caracterizada por su precariedad y voluntarismo: la mayoría de los participantes eran amigos que no cobraban y tenían varias funciones (actor, técnico, guionista...). La banda sonora incidental corrió a cargo del dúo Vainica Doble (Carmen Santonja y Gloria Van Aessen). Se estrenó en Cannes en 1969 pero, debido a escollos con el ministerio (debido a lo experimental del film), no se estrenó en España hasta 1970. Ya que Iván no pertenecía al sindicato de directores, fue José Luis Borau el que figuró como director.

### Años 70: experimentación
Al principio de esta década se inicia para Zulueta una prolífica carrera como cartelista. Gracias a un material sobrante de negativo en 35 mm de El Imán, experimenta con una truca y realiza los cortometrajes Masaje y Frank Stein, en los que principalmente juega con el ritmo y el tempo. Concretamente, Frank Stein consiste en remontar una película jugando con los tiempos. Esta técnica se convertirá en una fuente de experimentación para Zulueta que repetirá este mismo experimento en varios de sus cortometrajes en super 8 mm, como King Kong, Mi ego está en babia, A malgam A y El mensaje es facial. Este tipo de juego con el tiempo y el ritmo ha sido utilizado en varias ocasiones por otros realizadores; principalmente, en la eminente Koyaanisqatsi (1983). La mayoría de estos experimentos eran rodados bien en su piso, en el número 13 del madrileño Edificio España o bien en viajes (donde consumía drogas psicotrópicas) por Nueva York, Marruecos, e Ibiza. 
Conoce a Pedro Almodóvar y colabora como cámara en el cortometraje de este titulado "El sueño (o la estrella)" (1975) en super 8 mm. De una forma más profesional, colabora como ayudante de dirección en Vestida de tul (1975) de Jaime Chávarri y Los restos del naufragio (1978) de Ricardo Franco.
Augusto Martínez Torres le propone entonces tratar de experimentar en un formato que le permita llegar a la distribución comercial sin perder por ello la posibilidad de jugar con la cámara. Finalmente, consigue una cámara 16 mm que posibilita a Iván lo deseado. El resultado fue Leo es pardo (1976), que fue presentado en el Festival de Berlín. Al mismo tiempo, el éxito de este cortometraje abrió las posibilidades de llevar esta experimentación al largometraje.

### Arrebato
En un comienzo, la idea para Arrebato surgió como un cortometraje del tipo de Leo es pardo, pero el guion pronto adquirió un volumen para un largometraje. Finalmente, Nicolás Astiárraga, un arquitecto leonés con intenciones de invertir en cine, proporciona tres millones de pesetas, con un plan de rodaje de 15 días. El rodaje comenzaría en la finca "La Mata" de Jaime Chávarri (que ya había sido utilizada en Ida y vuelta). Lo que se supone que se tiene que acabar en dos días se convierte en dos semanas y, finalmente, el presupuesto se dispara a 14 millones de pesetas (según declaraciones de Iván Zulueta en una entrevista con Joaquín Llodó, Vogue, diciembre, 1988). La escasez de dinero a mitad de rodaje y la anarquía generalizada provocó la huida de varios técnicos, principalmente, toda la sección de sonido, por lo que hubo que redoblar toda la película una vez finalizada. La película obtuvo una subvención de siete millones y medio de pesetas, pero la recepción distante del gran público y el aumento en el presupuesto final supusieron la ruptura con Nicolás Astiárraga, el inicio de la fama de Zulueta como director maldito y el hecho de que Arrebato se considere una película de culto minoritaria.

### Años 80: el silencio
La adicción a la heroína y el bloqueo de Iván (que tocó un techo durante el rodaje de Arrebato) provocan un largo retiro en San Sebastián. Allí sigue un tratamiento con metadona. Surgen varios proyectos para volver al cine, el más importante se titula Dos y dos son cuatro, para la productora Tesauro. Llega a escribir un guion de 250 páginas en colaboración con Damián Iradier, para finalmente abandonar el proyecto en favor de su salud. La que no se ve interrumpida durante estos años es su labor como cartelista; de esta época son sus trabajos para Pedro Almodóvar, Manuel Gutiérrez Aragón, José Luis Borau o José Luis Garci. Es también en estos años cuando Iván comienza a experimentar con fotografías Polaroid, que pinta con distintos materiales por encima e incluso raya con una navaja de afeitar.

### El regreso:PárpadosyRitesti
A finales de la década de los 80, TVE inicia un proyecto denominado Delirios de amor. El concepto consistía en juntar varios directores atípicos en el panorama cinematográfico español (como Luis Eduardo Aute o Álvaro del Amo) en una serie de capítulos independientes sobre historias de amor urbanas. Iván Zulueta realiza el capítulo llamado "Párpados", un claro juego de palabras ("Par pa' dos") referido a las relaciones cruzadas entre dos parejas de mellizos sobre las que trata la historia. "Párpados" se rueda en 16 mm y en ella Zulueta experimenta con la mezcla de formatos (como ya hizo en Arrebato), refilmando secuencias rodadas inicialmente en vídeo. Visualmente, experimenta con otra obsesión, presente también en sus cortometrajes experimentales de los 70: las formas circulares (dentro de una historia circular) especialmente representadas por la imagen reiterativa del desagüe del lavabo. En 1992 se le da la oportunidad de nuevo de realizar un capítulo para otra serie de TVE, Crónicas del mal. El capítulo en cuestión, denominado "Ritesti", fue rodado en 35 mm y trata de una historia de terror en la que un viejo suceso sangriento medieval se repite en el presente como si de un maleficio se tratara. Una vez más, una historia circular en la que Zulueta vuelve a experimentar con las imágenes circulares; con un montaje fragmentado que recuerda a algunos trabajos de David Lynch.

### Últimos años
Tras la vuelta a la actividad cinematográfica a finales de los 80 y comienzos de los 90, Zulueta vuelve a desaparecer de la imagen pública y continúa diseñando carteles para otros directores. Sin embargo, a comienzos de la década de 2000, una serie de críticos y personalidades del mundo audiovisual rescatan los largometrajes y cortometrajes de Iván Zulueta a través de una serie de reestrenos en salas comerciales, pases en festivales e, incluso, la edición en DVD de "Arrebato" (a través del diario El País). Se organizan también una serie de exposiciones de fotografía y pintura con sus obras en distintos puntos de España como Madrid, San Sebastián o Barcelona. El 30 de diciembre de 2009 murió en su San Sebastián natal, a los 66 años de edad. Su cuerpo fue incinerado y sus cenizas entregadas a su familia.[cita requerida]

## Análisis
A excepción de algunos ciclos en salas cinematográficas españolas y proyecciones televisivas, su obra en el campo del cortometraje y la televisión es poco conocida. Su labor en la fotografía ha sido aireada en los años 2000 a través de varias exposiciones. Pero son, sin duda, su eterna obra maldita (Arrebato) y su labor como cartelista los aspectos más conocidos de Iván Zulueta. Con respecto a Arrebato, los puntos más innovadores son la mezcla de formatos y el juego con el tempo del movimiento, en lo visual, y lo atípico de la mezcla de género de terror y drama, en la temática. También resulta interesante la forma de la narrativa cinematográfica (con narrador omnisciente y miradas directas a cámara) así como el posicionamiento amoral del mensaje (por ejemplo, con respecto a las drogas, al arte...). En lo que respecta a sus carteles, su trabajo nunca se ha visto bloqueado como su trabajo en el campo del cine. De hecho, siempre ha gozado de cierta fama y prestigio por su obra gráfica. Sus carteles están claramente influenciados por el Pop Art y otras nuevas tendencias, con gran importancia de las letras y ruptura de los moldes convencionales, no sin tentaciones formalistas.

## Obra artística

### Cortometrajes
- La fortuna de los Irureta (1964), super 8, color, 20’.
- Ágata (1966), 35 mm, blanco y negro, panorámica, 18’.
- Ida y vuelta (1967), 35 mm, blanco y negro, panorámica, 41’.
- KingKong (1971), super 8, blanco y negro, 6’.
- Frank Stein (1972), 35 mm, blanco y negro, 3’.
- Masaje (1972), 35mm, blanco y negro, 3’.
- Roma-Brescia-Cannes (1974), super 8, color, 24’.
- Mi ego está en babia (1975), super 8, color, 40’.
- Aquaium (1975), super 8, Color, 14’.
- Complementos (1976), super 8, color, 19’.
- Fiesta (1976), super 8, color, 12’.
- A malgam A (1976), super 8, color, 33’.
- El mensaje es facial (1976), super 8, color, 20’.
- Leo es pardo (1976), 16 mm (ampliado a 35), color, 12’.
- Tea For Two (1978), super 8, color, 9’.
- La taquillera (1978), super 8, color (inacabada).
- Párpados (1989), 16 mm, color, 29’.
- Ritesti (1992), 35 mm, color 29’.

### Largometrajes
- Un, dos, tres, al escondite inglés (1969), 35 mm, color, panorámica, 90’.
- Arrebato (1979), 35 mm, color, panorámica, 105’.

### Televisión
- Último grito (1968).

### Carteles (selección)
- Ida y vuelta (I. Zulueta, 1967, cortometraje).
- Último grito (1968, televisión).
- Un, dos, tres, al escondite inglés (I. Zulueta, 1969).
- Ginebra en los infiernos (J. Chávarri, 1969, cortometraje).
- Estado de sitio (J. Chávarri, 1971, cortometraje).
- La Calle 42 (Lloyd Bacon, 1933, reposición en el cine California, 1972).
- Yellow Submarine (G. Dunning, 1968, proyección en el cine California, 1973).
- La caída de Sodoma (P. Almodóvar, 1975, cortometraje).
- Furtivos (J.L. Borau, 1975).
- I Festival de Villabonne-sur-mer (1976).
- The Bus (Bay Okan, 1976).
- Asignatura pendiente (J.L. Garci, 1977).
- Camada negra (M. Gutiérrez Aragón, 1977).
- Viridiana (L. Buñuel, 1961, reestreno, 1977).
- Adiós, Alicia (L. Pérez y S. San Miguel, 1977).
- XXIV Festival Internacional de Cine de San Sebastián (1977).
- El corazón del bosque (M. Gutiérrez Aragón, 1978)
- ‘’ Tiempos de Constitución’’ (Rafael Gordon 1978)
- Leo es pardo (I. Zulueta, 1978, cortometraje).
- México, México, ra, ra, ra (G. Alatriste, 1978).
- Simón del desierto (L. Buñuel, 1965, reestreno, 1978).
- Arrebato (I. Zulueta, 1979).
- Cuentos eróticos (E. Brasó y otros, 1979).
- Maravillas (M. Gutiérrez Aragón, 1980).
- La jungla de asfalto (J. Huston, 1950, reposición, 1981).
- Laberinto de pasiones (P. Almodóvar, 1982).
- L'Age d'Or (L. Buñuel, 1930, reposición, 1983).
- Entre tinieblas (P. Almodóvar, 1983).
- ¿Qué he hecho yo para merecer esto? (P. Almodóvar, 1984).
- I Semana de Cine Experimental de Madrid (1991).
- Demasiado corazón (E. Campoy, 1992).
- Dime una mentira (J.S. Bollaín, 1992).
- La vida láctea (J. Estelrich, 1992).
- Ataque verbal (M. Albaladejo, 1999).
- Ciclo Marlene Dietrich (1999).
- Ciclo Buñuel (Zaragoza 2000).
- Leo (J.L. Borau, 2000).
- Exposición Kubrick 2001 (San Sebastián, 2001)

### Pintura y otra obra gráfica (selección)
- Cuadro titulado "Víctima" (1958).
- Acuarela titulada "Como al encontrarnos" (1958).
- Acuarela titulada "Cuando la hierba crece" (1958).
- Serie de dibujos "Nueva York" (1964).
- Portada del álbum Vainica Doble (1971).
- Decoración del local Drugstore Spectros (San Sebastián, 1971).
- Promoción del comercio Noé (San Sebastián, 1971).
- Anuncio de conciertos en la Sala Cadarso (Madrid, 1973).
- Cómic titulado "Supermal" (1973).
- Serie de dibujos "Ibiza" (1973).
- Ilustraciones para el cuento La nueva historia de Peter Pan de Juan Tébar (1973).
- Cuadro titulado "The Habitat Scrapbook Collages" (1974).
- Serie de dibujos "Marruecos" (1976).
- Portada del álbum Contracorriente (1976) de Vainica Doble.
- Publicación titulada Cine español de la República del XXV Festival Internacional de Cine de San Sebastián (1977).
- Publicación titulada Dibujo animado español del XXV Festival Internacional de Cine de San Sebastián (1977).
- Publicación titulada Pasolini para el XXV Festival Internacional de Cine de San Sebastián (1977).
- Portada del álbum Brakaman (1977).
- Promoción del grupo musical Negativo (1978).
- Portada del álbum Muñeca Hinchable (1979) de la Orquesta Mondragón.
- Dibujo "Autorretrato" (1980).
- Programa de mano del XXIX Festival Internacional de Cine de San Sebastián (1981).
- Publicación titulada Henry d'Abbadie d'Arras del XXXVIII Festival Internacional de Cine de San Sebastián (1990).

### Fotografía
- Series de polaroids retocadas (años 80).

### Música
- BSO de Leo Es Pardo (I. Zulueta, 1976).
- BSO de Arrebato (I. Zulueta, 1979).

## Material videográfico
- Arrebatos (Jesús Mora, 1998), color.
- Iván Z (Andrés Duque, 2004), color, 53’.
- Plena pausa (El Ejército Rojo, 2023). DVD acompañando a CD/vinilo publicado por J, cantante del grupo Los Planetas, en el que musicaliza grabaciones de Iván.